# 毛易镇
毛易镇，是中华人民共和国湖南省娄底市冷水江市下辖的一个乡镇级行政单位。

## 行政区划
毛易镇下辖以下地区：
长铺社区、筻溪社区、小横村、筻溪村、大洲村、花坪村、毛易村、清塘村、清一村和群丰村。